# Градска кућа у Сенти
Градска кућа у Сенти подигнута је у периоду од 1912. до 1914. године као зграда управе града Сенте, представља непокретно културно добро као  споменик културе од великог значаја.
После пожара 1911. године у коме је изгорела стара Градска кућа, Сенат Сенте је расписао конкурс за нову, која је завршена 1914. године према пројекту архитекте Фриђеша Ковача а под надзором предузимача Антала Сеиле из Будимпеште. Четири дела грађевине, повезана су у правоугаоник, којим образују унутрашње двориште. 
Истицањем истуреног централног ризалита овалне основе на главном тракту и куле на углу главног и бочног тракта постигнут је сецесијски концепт решења декоративних елемената. Торањ по свом решењу је уникатан, са сатом који су направили сајџије Розгоњи и Лендваи из Будимпеште.
Хоризонтални венци, траке и фризови стилизоване флоралне и геометријске орнаментике, пиластри и полустубови са канелурама и наглашени вертикални отвори, веће стаклене површине и стаклене траке, детаљи од кованог гвожђа, степенасто решен кров централног ризалита са лучно завршеном атиком у којој је грб града, по решењу израде припадају мађарској варијанти сецесије. 
Постављање високог, масивног торња је романтичарско захватање у историјске стилове, док су детаљи декорације сецесијски. Ентеријер репрезентативних холова, степеништа и балустрада, пластични декоративни елементи рађени у штуку, такође имају мотиве сецесије. 
Конзерваторско-рестаураторски радови изведени су делом током 2000. и 2002. године, а настављени 2005. године.